# Georges Lüdi
Georges Claude Lüdi  (* 18. Dezember 1943 in Baden; † 25. Juli 2022) war ein Schweizer Linguist und Romanist.

## Leben
Georges Lüdi studierte von 1963 bis 1971 Romanistik und Linguistik an den Universitäten Zürich, Madrid und Montpellier. Er promovierte 1971 an der Universität Zürich, wo er von 1971 bis 1976 als Assistent tätig war. 1976 habilitierte er sich ebendort für Romanische Philologie und wurde Oberassistent. Ausserdem nahm er Lehraufträge an der Universität Bern und an der ETH Zürich wahr. 1979 berief ihn die Universität Neuenburg zum ordentlichen Professor für allgemeine Sprachwissenschaft. 1982 wurde er ordentlicher Professor für französische Sprachwissenschaft an der Universität Basel. Lüdi war Vorsteher des Romanischen Seminars bzw. Instituts für Französische Sprach- und Literaturwissenschaft. 1994/95 war er Dekan der Philosophisch-Historischen Fakultät und von 1996 bis 2002 Präsident der Planungskommission der Universität Basel. Von 1. Oktober 2005 bis zum 31. August 2007 leitete Lüdi das neugegründete Departement Sprach- und Literaturwissenschaften. Anfang 2010 wurde er emeritiert.
Ab 1985 präsidierte er die Stiftung Walther von Wartburg, ab 2002 das Kuratorium (Herausgeberkommission) der Zeitschrift Vox Romanica und der Buchreihe Romanica Helvetica und ab 2008 die Stiftung Sprachen und Kulturen. Er war Mitglied des Wissenschaftspolitischen Rates für die Sozialwissenschaften der Schweizerischen Akademie der Geistes- und Sozialwissenschaften (1994–2011), Präsident der Schweizerischen Sprachwissenschaftlichen Gesellschaft (1990–1994), der Vereinigung für Angewandte Linguistik in der Schweiz VALS/ASLA (1995–1998), 1996–2004  Mitglied des Executive Board der International Association for Applied Linguistics AILA. 1997/98 leitete er die Expertengruppe der EDK für ein Gesamtsprachenkonzept für die Volksschule in der Schweiz.
2006 wurde er vom französischen Staatspräsidenten mit der Ernennung zum Offizier im Ordre national du mérite geehrt. Am 30. Oktober 2015 wurde er von der Universität Neuchâtel zum Doktor honoris cause ernannt.
Georges Lüdi war verheiratet und hatte vier Kinder.

## Schriften (Auswahl)
- Die Metapher als Funktion der Aktualisierung (= Romanica Helvetica. Bd. 85). Francke, Bern 1973 (= Dissertation, Universität Zürich, 1973).
- Valenz, Kongruenzmerkmale und Mitspielerfunktionen: Untersuchungen zur semantischen Repräsentation von Aufforderungshandlungen und ihrer Uebersetzung in französischen und spanischen Texten des 15./16. Jahrhunderts. Habilitationsschrift, Universität Zürich, 1976.
- (mit Bernard Py) Zweisprachig durch Migration: Einführung in die Erforschung der Mehrsprachigkeit am Beispiel zweier Zuwanderergruppen in Neuenburg (Schweiz) (Romanistische Arbeitshefte. H. 24). Niemeyer, Tübingen 1984, ISBN 3-484-54024-9.
- Die Sprachenlandschaft Schweiz. Bundesamt für Statistik, Bern 1997, ISBN 3-303-16041-4.
- (mit Bernard Py) Etre bilingue. P. Lang, Bern 1986, ISBN 3-261-03629-X. 3. Auflage 2003.
- (mit Simona Pekarek Doehler, Victor Saudan) Französischlernen in der Deutschschweiz: Zur Entwicklung der diskursiven Fähigkeiten innerhalb und ausserhalb der Schule. Rüegger, Chur 2001, ISBN 3-7253-0702-4.
- (mit Iwar Werlen) Sprachenlandschaft in der Schweiz. Bundesamt für Statistik, Neuenburg 2005, ISBN 3-303-16075-9.